# Nero mascara
Nero mascara è un singolo del gruppo musicale italiano Bnkr44, pubblicato il 28 marzo 2024 come terzo estratto del quarto album in studio Tocca il cielo.

## Descrizione
Il brano, scritto da Dario Lombardi, in arte Erin, Duccio Caponi, in arte Piccolo, e Pietro Serafini, in arte Fares, è prodotto da Erin e Michele Zocca, in arte Michelangelo.

## Video musicale
Il video musicale, diretto da Amedeo Zancanella, è stato pubblicato il 29 marzo 2024 attraverso il canale YouTube del gruppo.

## Tracce
Testi di Dario Lombardi, Duccio Caponi e Pietro Serafini, musiche di Dario Lombardi, Michele Zocca e Pietro Serafini.
1. Nero mascara – 3:29